# Вінницяпобутхім
ПрАТ «Вінницяпобутхім» — приватне акціонерне товариство, що є одним з провідних[джерело?] виробників миючих засобів в Україні. З 2006 року і до націоналізації в 2024-му підприємство належало російському підприємцю Володимиру Плесовських.

## Історія
Підприємство було створене 22 грудня 1999 року на базі решток виробничого об'єднання «Хімпром».
«Вінницяпобутхім» став нащадком Вінницького хімічного заводу, підприємства з віковою історією і одним з основних промислових об'єктів Вінниці. В різні часи заклад називався по різному: в листопаді 1921 — фосфатний завод, згодом суперфосфатний завод, вінницький хімкомбінат, хімзавод імені Свердлова, виробниче об'єднання «Хімпром». Основні види продукції заводу були фосфатні добрива, пральний порошок, кормові домішки. Кількість працівників — близько 4500. Завод мав житловий фонд і розгалужену соціальну інфраструктуру.
Наприкінці 1990-х років завод припинив свою роботу через нерентабельність виробництва, з багатомільйонної заборгованістю робітникам. Переважна кількість виробничих потужностей була демонтована, територія і об'єкти заводу були поділені між кількома орендаторами. «Вінницяпобутхім» не має повного виробничого циклу, випускає свою продукцію на базі привезеної сировини.

### Націоналізація
24 липня 2024 року ВАКС задовольнив заяву Міністерства юстиції про АТ «Невская косметика» санкцій. АТ «Невская косметика» є російським виробником побутової хімії, зокрема, брендів «Ушастый нянь», «Мистер чистер», «Sarma». Її власником є російський олігарх, член партії «Єдина Росія» Володимир Плесовських. Компанія придбала «Вінницяпобутхім» 2006 року. В дохід держави стягнуто 100 % акцій підприємства.

### Приватизація
13 серпня 2025 року у системі «Прозорро.Продажі» відбувся аукціон із приватизації 100 % державного пакета акцій ПрАТ «Вінницяпобутхім». Стартова ціна становила 301,4 млн грн, але в процесі торгів актив виріс у ціні більш ніж удвічі —  до 608,1 млн грн. Кошти від продажу будуть зараховані до державного бюджету та спрямовані до фонду ліквідації наслідків збройної агресії РФ проти України. Переможцем торгів із продажу 100 % акцій стало ТОВ «АФІНА-ГРУП», що належить Руслану Шостаку та Валерію Кіптику — співвласникам мережі EVA та супермаркетів Varus.

## Продукція

### Пральні порошки
- «Вінницький Лотос подвійний аромат» — родина порошків «ЛОТОС» з посиленим ароматом і пральною здатністю. Випускаються в картонних пачках по 450 г з ароматами лимону, яблука, троянди та лілії. Це багатофункціональні пральні порошки для повсякденного використання. Порошки містять алкілбензол-сульфонати (АБСФ) як миючу основу.
- «Вінницький Лотос» — перереєстрована у 2001 році для захисту від підробок серія пральних порошків «Лотос». Випускається у пачках по 450 грам, екопаках по 0,9 кг і 1,8 кг, сошетах по 150 грам. Існують такі марки порошків цієї серії, як «Лотос М», «Лотос Лимон», «Лотос Свіжість», «Лотос Супер», «Лотос Біо+». З серпня 2003 року пральні порошки серії «Вінницький Лотос» представлені у новій пачці з оглядовим віконцем. Це має захищати порошок від підробки.
- «Макс» — родина пральних порошків: «МАКС універсал Лимон», «МАКС універсал Свіжість» та «МАКС біо плюс» для щоденного прання.
- «Біо-Н» — пральний порошок з потрійною формулою ензимів для видалення плям білкового походження (кров, молоко, яєчний білок, какао, залишки їжі, піт та ін.). Випускається в пачках по 450 грам з ароматами яблука та лимону.

### Засоби для чистки
«Лотос Лимон» та «Лотос Аромат квітів» — продукти серії порошків для чистки «ЛОТОС». Порошок призначений для чищення фаянсових, порцелянових, керамічних та емальованих поверхонь, кахлю й сантехнічного обладнання від жирових, харчових забруднень та іржі.

### Технічні мийні засоби
1. «Ремос» — використовується для очищення і знежирення деталей, вузлів техніки і тракторів під час ремонту.
2. «ТМОК»
3. «КМ-19»
4. «Лабомід-102»
5. «Лабомід-203»
6. «Вінвал» («Сінвал»)
7. «ОПМ-1»